# Colobothea elongata
Colobothea elongata är en skalbaggsart som beskrevs av Charles Joseph Gahan 1889. Colobothea elongata ingår i släktet Colobothea och familjen långhorningar. Inga underarter finns listade i Catalogue of Life.